# Saverdun
Saverdun é uma comuna francesa na região administrativa de Occitânia, no departamento de Ariège. Estende-se por uma área de 61,47 km². Em 2010 a comuna tinha 5 006 habitantes (densidade: 81,4 hab./km²).
Nessa cidade nasceu o Papa Bento XII